# Puuluup
Puuluup é um duo de nu-folk estónio que foi criado em 2014 por Ramo Teder (Pastacas como artista a solo) e Marko Veisson. Os seus instrumentos são o hiiu kannel/talharpa e os loopers.
Em novembro de 2023, foram anunciados juntamente com os 5miinust, como um dos semi-finalistas do «Eesti Laul» de 2024, a seleção da Estónia para o Festival Eurovisão da Canção de 2024, com a canção "(Nendest) narkootikumidest ei tea me (küll) midagi".  A seleção qualificou-se para a final durante a primeira ronda da semi-final. Acabaram por vencer a final e representaram a Estónia no concurso europeu.

## Discografia
- 2018 "Süüta mu lumi" (em português: «Ilumina a minha neve»)
- 2020: "Kasekesed / Kasekäpa"
- 2021: "Viimane suusataja"
- 2023: "(Nendest) narkootikumidest ei tea me (küll) midagi" – com 5miinust